# Leucanella bonillensis
Leucanella bonillensis – gatunek motyla z rodziny pawicowatych i podrodziny Hemileucinae.

## Taksonomia
Gatunek ten opisany został po raz pierwszy w 2008 roku przez Thibauda Decaënsa i Rodolphe Rougerie na łamach Zootaxa. Opisu dokonano na podstawie 3 okazów samców odłowionych w 2002 roku w Vereda Caviche na terenie kolumbijskiego departamentu Boyacá.
Wyniki analizy filogenetycznej wskazują, że L. bonillensis zajmuje pozycję siostrzaną względem kladu obejmującego L. viridescens viridior, L. memisae gardineri i L. newmani.

## Morfologia
Motyl ten osiąga od 79 do 80 mm rozpiętości skrzydeł. Głowę ma oliwkową do brązowawoszarej. Barwa czułków jest matowo żółta.
Spód tułowia jest ubarwiony tak jak głowa, natomiast odnóża są nieco ciemniejsze. Przednie skrzydło jest wydłużone, sierpowate, o ostrym wierzchołku. Tło wierzchu skrzydła jest szarawe. Linie przedśrodkowa i zaśrodkowa są ciemnobrązowe, miejscami obrzeżone pomarańczowymi łuskami; pierwsza z nich jest wypukła, druga zaś prosta. Znak dyskowo-oczny jest prostokątny, nieco ciemniejszy od tła, obramowany jasnymi łuskami. Skrzydło tylne ma część nasadowo-środkową szarą z dużą plamką oczną o licznych, czarnych źrenicach z białym opyleniem, dużej i czerwonobrązowej tęczówce, czarnej obwódce wewnętrznej i jasnożółtej obwódce zewnętrznej. Falista linia zaśrodkowa jest czarna, a za nią biegnie wąski pasek szarych łusek. Część zaśrodkowa skrzydła jest rudobrązowa z szarą przepaską marginalną. Spodnie strony skrzydeł obu par mają szarawe tło. Na spodzie skrzydła przedniego znajduje się duża, czarna kropka dyskalna z białą źrenicą oraz czarna linia zaśrodkowa. 
Spód odwłoka jest oliwkowy do brązowawoszarego, wierzch zaś trochę ciemniejszy. Genitalia samca charakteryzują się szerokim i płaskim unkusem z krótkimi szczecinkami grzbietowymi na wierzchołku odgiętej ku dołowi części tylnej, krótkimi i lekko spiczastymi walwami, gnatosem o dwupłatowej płytce środkowej i szczątkowych ramieniach bocznych scalonym z zawieszką w jedną strukturę poprzeczną, błoniastą jukstą zlaną z tylnym brzegiem winkulum, krótkim i prostym sakusem oraz fallusem podzielonym na bardzo długi bulbus ejaculatorius i krótki, spiczasty edeagus z pozbawioną cierni wezyką.

## Występowanie i ekologia
Owad neotropikalny, endemiczny dla Kolumbii, znany tylko z miejsca typowego w andyjskim paśmie Cordillera Oriental. Spotykany na wysokości 1500 m n.p.m.